# Faustina Maratti
Faustina Maratti, née à Rome vers 1679 et morte dans cette même ville en 1745 est une poétesse et peintre italienne du début du XVIIIe siècle.

## Biographie
Fille du célèbre peintre Carlo Maratta, et femme de Giambattista Felice Zappi, Faustina Maratti fut introduite par son mari, dans l’Académie d'Arcadie, sous le nom d’Aglauro Cidonia, et laissa trente-huit sonnets, dans lesquels le plus souvent elle fait allusion à ses malheurs. Le style semble calqué sur celui de Zappi, mais il a moins de facilité et de grâce. Les poésies des deux époux sont ordinairement réunies dans un même volume.